# Don L. Anderson
Don Lynn Anderson, född 5 mars 1933 i Frederick i Maryland, död 2 december 2014, var en amerikansk geofysiker.
Andersson blev 1968 professor vid California Institute of Technology och var även chef för det seismologiska laboratoriet där 1967-89. Han gjorde banbrytande forskningsinsatser rörande de processer i jordskorpans mantel som styr vulkanism, jordbävningar och kontinentalplattornas rörelser. Tillsammans med Adam M. Dziewonski tilldelades han 1998 Crafoordpriset i geovetenskap.